# La Eléctrica
La Eléctrica fue una línea delantera del Club Atlético River Plate que ganó el Campeonato de 
Primera División argentino y la Copa Aldao en el año 1947. La misma estuvo integrada por Hugo Reyes, José Manuel Moreno, Alfredo Di Stéfano, Angel Labruna y Félix Loustau.
Sucesora inmediata de la famosa Máquina (Muñoz, Moreno, Pedernera, Labruna y Loustau), suele asociársela a menudo con aquel ciclo iniciado en 1941 con Aristóbulo Deambrossi en el lugar de Loustau.

## Campeonato 1947
A principios de 1947 Adolfo Pedernera, estratega de La Máquina que impuso el estilo de ese equipo cambiando su posición y convirtiéndose en centrodelantero "falso", fue transferido a Atlanta en la suma récord de 140.000 pesos. El puntero derecho Juan Carlos Muñoz sufrió una seria lesión jugando para la Selección un amistoso frente a Paraguay, en Asunción y, por último, Angel Labruna sufrió una aguda hepatitis, que lo postró por meses y que planteó dudas sobre la continuidad de su carrera. River buscó reemplazantes: uno era del club, Alfredo Di Stéfano, quien sería una de las grandes figuras del fútbol mundial. Había ido a préstamo el año anterior a Huracán, que no hizo uso de la opción. Llegaron el puntero derecho Hugo Reyes, de Racing, y el entreala Francisco Rodríguez, de Atlanta.
Al finalizar la primera rueda, el equipo de Avellaneda encabezaba las posiciones con 25 puntos, seguido por Boca y River, con 23. Labruna se recuperó de la hepatitis y regresó al equipo. Junto a Di Stéfano se constituyeron en una dupla letal. Tanto que River modificó su esquema  y por primera vez un equipo jugó en la Argentina con "doble punta de lanza", utilizando a Moreno como Lanzador.
Además de los mencionados y la vigencia del puntero izquierdo Félix Loustau, también pesó la consolidación de Néstor Raúl Rossi como un centromedio de gran calidad y del luego legendario Amadeo Carrizo en el arco. Ambos fueron claves para conformar un equipo que no tenía la estética de La Máquina, pero que fue una expresión de contundencia, como lo demuestran los 90 goles que convirtió en ese torneo de 1947, la misma excepcional cifra que había marcado el año anterior el San Lorenzo de Farro, Pontoni y Martino, más conocido como El Terceto de Oro. Di Stéfano fue la gran revelación y el goleador del torneo con 27 tantos.

## Competiciones internacionales
El 19 de noviembre, por la Copa Aldao 1947 y en un estrafalario partido, River vence por 4:3 en el Estadio Centenario, con tres goles de Ángel Labruna y uno de Alfredo Di Stéfano. Para Nacional marcaron Atilio García, Luis Ernesto Castro y Walter Gómez. El partido de vuelta tuvo lugar, cuatro días más tarde, en el Gasómetro. River volvió a imponerse, esta vez por 3:1, y obtuvo así el título de campeón rioplatense. Los tres goles de River fueron convertidos por Hugo Reyes, mientras que Walter Gómez anotó el de Nacional.
En el Campeonato Sudamericano de Campeones, jugado entre febrero y marzo de 1948, el equipo no mermó su nivel aunque fue segundo a un punto del campeón Vasco da Gama.

## Éxodo
Aquel gran equipo no duró mucho más. En 1949 Moreno se marcha a la Universidad Católica de Chile, y a mediados de ese año Di Stefano y Rossi se suman a Millonarios en el marco del éxodo de jugadores argentinos a Colombia.